# Benjamin Hale (nhà giáo dục)
Benjamin Hale (23 tháng 11 năm 1797 - 15 tháng 7 năm 1863) là một giáo viên kiêm giáo sĩ người Mỹ trong thế kỷ XIX. Ông nổi tiếng với việc giảng dạy tại Đại học Dartmouth và sáng lập, trực tiếp giảng dạy tại trường dạy nghề đầu tiên ở Mỹ.

## Đầu đời
Hale sinh ra ở Newburyport, Massachusetts, vào ngày 23 tháng 11 năm 1797. Cha mẹ ông là Thomas Hale và Alice Little Hale. Ông là con lớn nhất trong mười người con trong gia đình. Cha của Hale là hậu duệ đời thứ tám của Thomas Hale đến từ Hertfordshire, Anh, di cư đến Newburyport vào khoảng năm 1637.
Hale bắt đầu theo học tại Học viện Atkinson vào năm 1813. Một năm sau, ông vào Đại học Dartmouth. Tuy nhiên, vì lý do sức khỏe, Hale phải tạm thời bỏ học và gia nhập Học viện Dummer ở Byfield, Massachusetts. Ở đó, ông được Rev. Abbott dạy kèm riêng. Tháng 2 năm 1816, lúc là sinh viên năm hai, Hale vào trường Bowdoin. Ông có bằng Cử nhân Nghệ thuật tại đây vào tháng 9 năm 1818. Hale giảng dạy một năm tại Học viện Thornton và trở thành thành viên của Chủng viện Thần học tại Andover, Massachusetts mùa thu năm 1819 Sau đó, ông làm giáo viên tại Bowdoin College vào năm 1820. Ông dạy triết học tự nhiên và Luận về sự hiểu biết của con người cho sinh viên năm ba, dạy toán học và logic nâng cao cho sinh viên năm hai. Tháng 9 năm 1821, Hale nhận bằng thạc sĩ và đọc diễn văn từ biệt trường bằng tiếng Latinh. Trong thời gian còn là giáo viên tại Bowdoin College, ông cũng tranh thủ theo đuổi các nghiên cứu thần học. Đến năm 1822, ông được phong chức giáo sĩ và giảng đạo tại nhà thờ Công giáo ở Andover.

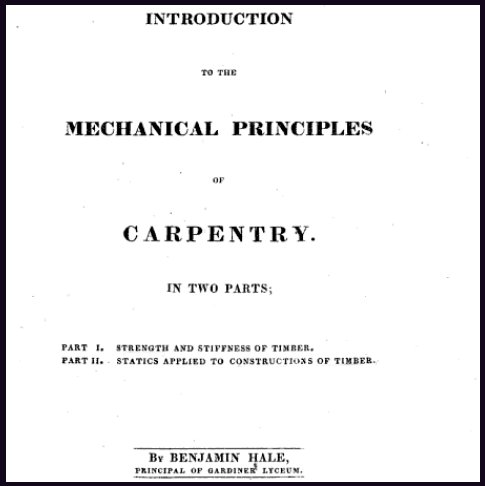
Diễn văn của Benjamin Hale (năm 1827)

## Sự nghiệp
Năm 1822, Robert Hallowell Gardiner đã trao cho Hale vị trí hiệu trưởng đầu tiên và chịu trách nhiệm giảng dạy chính tại trường dạy nghề đầu tiên ở Hoa Kỳ, một trường học mới tọa lạc ở Gardiner, Maine. Đó là một trường tư dành cho nông dân và những người nghiên cứu nông học. Hale chấp nhận vị trí này và công khai địa chỉ của trường Gardiner Lyceum vào ngày 1 tháng 1 năm 1823. Đây là trường dạy nghề đầu tiên ở Mỹ. Trường lúc đầu chỉ có hai mươi sinh viên. Hale sau đó đã tổ chức các khóa học giảng dạy về hóa học trong nông nghiệp, toán học, triết học tự nhiên, hàng hải, trắc địa và kiến trúc (với cuốn sách Mechanical Principles of Carpentry). Ngoài những khóa học cơ bản trên, Hale cũng mở lớp dạy chăn nuôi trong những tháng mùa đông.
Hale trở thành giáo sư hóa học tại Đại học Dartmouth năm 1827. Ông có nhiều năm là giảng viên về Triết học Lịch sử Tự nhiên tại các lớp cao cấp. Hale giảng dạy tại Đại học Dartmouth từ năm 1827 đến 1835. Ngoài ra, ông còn là chủ tịch của Đại học Geneva (sau này là Cao đẳng Hobart và William Smith) từ năm 1836 đến 1858. Hale cũng tiến hành thử nghiệm hình thức. Ông bắt đầu công việc truyền đạo tại nhà thờ Tân giáo ở Dartmouth, Massachusetts từ năm 1828.

## Gia đình
Hale kết hôn với Mary Caroline King vào ngày 9 tháng 4 năm 1823.
Con của họ là:
Caroline Olive Hale (16 tháng 8 năm 1826-9 tháng 2 năm 1837)
Benjamin Hale (Ngày 31 tháng 10 năm 1827-?)
Mary King Hale (3 tháng 4 năm 1830-28 tháng 12 năm 1838)
Sarah Elizabeth Hale (3 tháng 7 năm 1832-?)
Thomas Hale (11 tháng 7 năm 1834-?)
Cyrus King Hale (17 tháng 3 năm 1838-5 tháng 6 năm 1874)
Tiến sĩ Josiah Little Hale (1 tháng 4 năm 1841-?)

## Nhân cách
Khi còn trẻ, Hale nổi tiếng với tính cách dễ chịu, thân thiện, thầm lặng và thích đọc sách.
Rufus Anderson, Thư ký cho Ủy ban Quốc tế Hoa Kỳ và bạn cùng lớp cũng như cùng phòng với Hale, từng viết rằng tình bạn trọn đời của họ có được là nhờ những lợi ích giống nhau. Anderson cho biết Hale có kiến thức gần như tương đương trong tất cả các lĩnh vực mà ông nghiên cứu. Thêm vào đó, Hale còn là người rất hòa đồng và sẵn sàng bắt chuyện với bất cứ ai vào bất cứ lúc nào. Tuy nhiên, ông cũng là người khá sùng đạo.

## Qua đời và di sản
Hale mất ngày 15 tháng 7 năm 1863. Các khóa học khác nhau về chăn nuôi vào mùa đông mà ông thành lập tại Gardiner Lyceum được kế thừa bởi phần lớn các trường cao đẳng nông nghiệp ở Hoa Kỳ. Hale đã nghĩ ra ý tưởng về các trường thương mại dạy nghề mà hiện nay khắp Hoa Kỳ và thế giới đang sử dụng chỉ bằng nguyên tắc riêng về các khóa học kỹ thuật tập trung vào việc ứng dụng những nghiên cứu thực tiễn của khoa học và toán học vào một giao dịch cụ thể.

## Công trình nghiên cứu
- Introduction to the mechanical principles of carpentry. (1827)
- Valedictory letter to the trustees of Dartmouth College (1835)
- Liberty and law: A Lecture, Delivered Before the Young Men's Association, in Geneva, New-York, ngày 8 tháng 11 năm 1837 (1838)